# Nordby
Nordby è una cittadina danese di 2 659 abitanti, sede del comune di Fanø (isola di Fanö nel Mare del Nord), nella regione di Syddanmark.

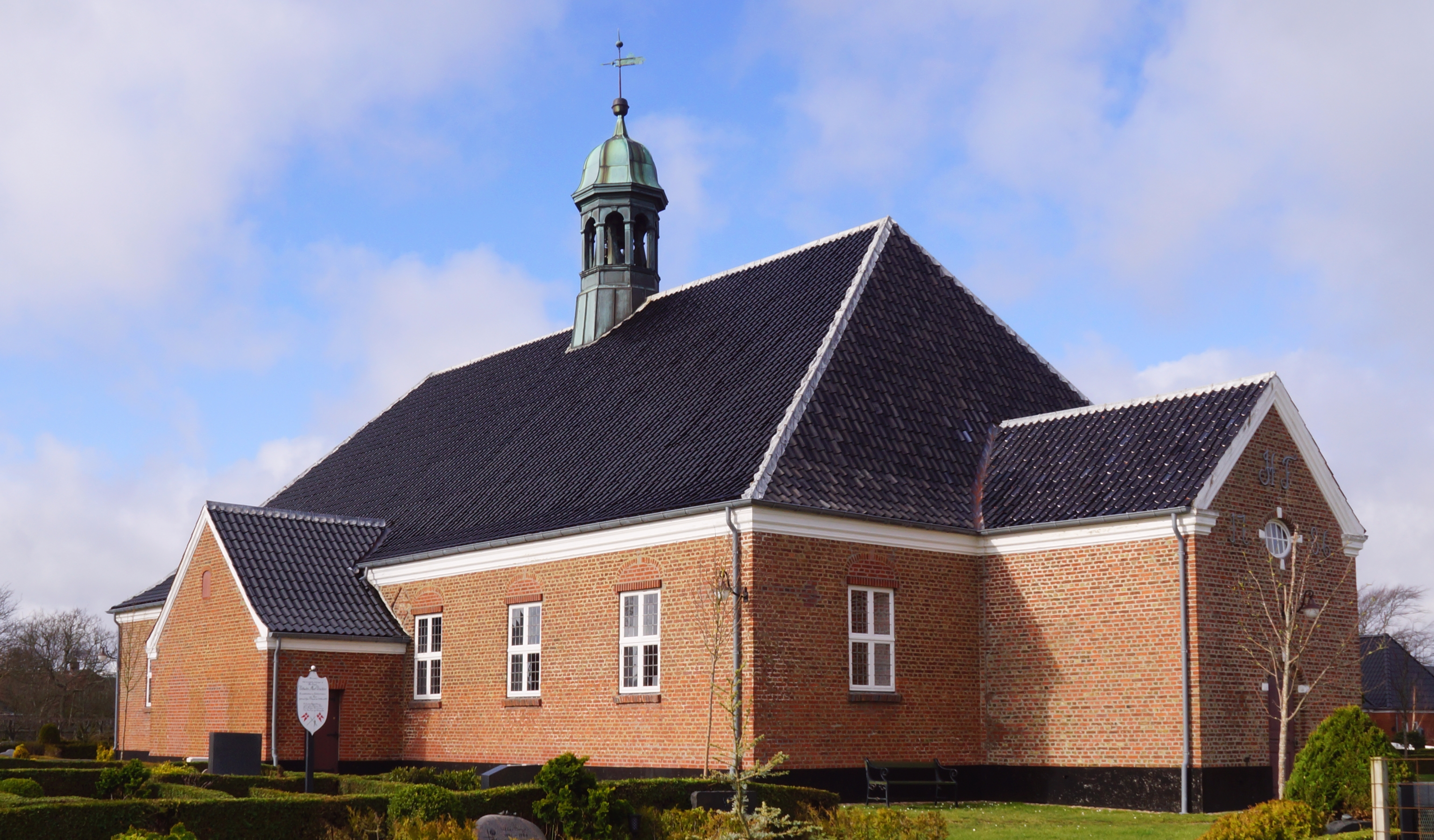
La chiesa di Nordby sull'isola di Fanö nel Mare del Nord fu costruita nel 1786 ed è una chiesa riformata (2020)

Il centro originario di Nordby si trova sulla costa nord-orientale dell'isola, nella baia di Fanø, di fronte al porto di Esbjerg. Tuttavia, la città si è molto sviluppata verso la costa est e verso il sud, fondendosi con la città di Rindby. Le attività principali sono la pesca, l'artigianato e il turismo, e molti degli abitanti lavorano a Esbjerg. 
Nordby è la sede del Centro di studi marittimi della Danimarca occidentale (Maritimt Uddannelsescenter Vest).
Nordby, il cui nome significa "città del nord", si chiamava originariamente Odde ("punta"). 
È stata fondata nel Medioevo come  insediamento di pescatori. 
Durante il XVIII e XIX secolo si sviluppò come importante centro di cantieri navali, le cui tracce sono ancora visibili nella parte vecchia della città.
Nordby conserva diverse case di architettura tradizionale.
La chiesa parrocchiale della città è stata costruita nel 1786 su progetto di Peder Friisvad da Varde. Si presenta in uno stile classicheggiante.